# قرص پیش‌سیاره‌ای

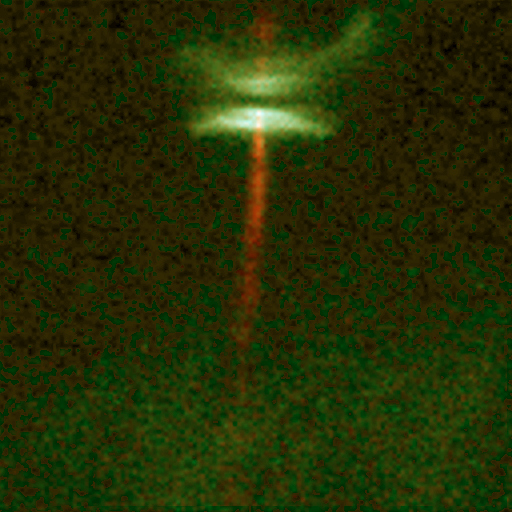
نمایی از قرص پیش‌ستاره‌ای HH-30 در ثور‌. دیسک، جت ستاره‌ای مایل به قرمز را ساطع می‌کند.

قرص‌های پیش ستاره‌ای (به انگلیسی protoplanetary disk) توده‌هایی از گرد و غبار و گاز هستند و گونه‌ای قرص پیرا-ستاره‌ای به‌شمار می‌روند که اغلب حول ستارگان جوان می‌چرخند.
جاذبه گرانشی سحابی‌های مولکولی که ابرهای گازی باقیمانده از مهبانگ یا حاصل انفجار دیگر ستارگان هستند سبب فشرده گشتن مواد درون آن که عمدتاً از هیدروژن مولکولی هستند، می‌شوند. با گذشت زمان توده‌ای فشرده از ماده در مرکز سحابی پدید می‌آید که به سبب دارا بودن مقداری غیر صفر از تکانه زاویه‌ای در حال چرخش است. انقباض اولیه سحابی حدود ۱۰۰٬۰۰۰ سال طول می‌کشد. تکانه زاویه‌ای سبب می‌گردد؛ بخش‌هایی از سحابی نتواند جذب توده مرکزی گردد و در عوض در فواصلی دورتر شروع به گردش به دور توده مرکزی کند. این مواد چرخنده پیرامونی شکل یک دیسک یا قرص را به خود بگیرند که بر روی صفحه، عمود بر محور چرخش توده مرکزی قرار می‌گیرد. قرص در این مرحله یک قرص پیش-ستاره‌ای و توده مرکزی یک پیش ستاره نامیده می‌شود. با انقباض بیشتر و فرو ریزش مواد بیشتر از دیسک بر روی پیش ستاره مرکزی دمای پیش ستاره به حدی افزایش می‌یابد که واکنش‌های اتمی در مرکز آن شروع شده و یک ستاره متولد می‌گردد. قرص اطراف ستاره مرکزی دراین مرحله یک قرص پیرا-ستاره‌ای نامیده می‌شود.
اگر شرایط فیزیکی (مانند جرم دیسک و ستاره، مقدار تکانه زاویه‌ای، میدان مغناطیسی و غیره) امکان دهد همزمان با چرخش قرص به دور ستاره یا پیش ستاره مرکزی توده‌هایی از غبار و گاز بر روی دیسک پدید می‌آیند و با جذب مواد بیشتر به توده‌هایی بزرگتر تبدیل می‌گردند که پیش-سیاره (به انگلیسی proto-planet) نامیده می‌شوند. این پیش سیاره‌ها همراه قرص به دور ستاره مرکزی می‌چرخند اما به دلیل جذب مواد پیرامون خود اصطکاک خود را با دیسک کاهش داده بر روی مدارهای بیضوی ثابت به چرخش خود ادامه می‌دهند. این پیش-سیاره‌ها با گذشت زمان سیارهها را به وجود می‌آورند که بر روی مدارهای کپلری در حال چرکش هستند. در این مرحله قرص که بیشتر جرم آن به شکل این سیارات درآمده یک قرص پیش–سیاره‌ای نامیده می‌شود.
منظومه شمسی باقیمانده یک قرص پیش سیاره‌ای در اطراف خورشید است که بیش از ۴ میلیارد سال پیش سیاره‌ها را به وجود آورده‌است. غیر از سیاره‌ها و ماه‌های چرخان به دور آنها میلیون‌ها جرم آسمانی دیگر در حال چرخش به دور خورشید هستند که یادگار همان قرص پیش–سیاره‌ای هستند.